# Нижнеэтокский
Нижнеэто́кский — посёлок в составе Предгорного района (муниципального округа) Ставропольского края России.

## География
Расстояние до краевого центра: 160 км.
Расстояние до районного центра: 40 км.

## История
В 1964 году Указом Президиума ВС РСФСР поселок Четвёртая ферма совхоза «Пятигорский» переименован в Нижнеэтокский.
До 16 марта 2020 года Нижнеэтокский входил в состав муниципального образования «Сельское поселение Пятигорский сельсовет».

## Население
| 1989 | 2002 | 2010 | 2014 |
| ---- | ---- | ---- | ---- |
| 346  | ↘343 | ↗381 | ↘300 |

По данным переписи 2002 года, в национальной структуре населения преобладают русские (79 %).

## Образование
- Основная общеобразовательная школа № 25[8]

## Кладбище
В районе улицы Шоссейной расположено общественное открытое кладбище площадью 12 тыс. м².